# FC Colțea Brașov
A Colțea Brașov egy román labdarúgócsapat, amelyet 1920-ban alapítottak. Az 1927–1928-as idényben megnyerte a román élvonalbeli bajnokságot, majd 1931-ben fuzionált a Brașovia Brașov és az FC Brașov csapataival. 
A klubot 2015-ben újraalapították, jelenleg a román negyedosztályban szerepel.

## Története
A Colțea București leányvállalataként alapították 1920-ban. Eleinte az amatőr regionális bajnokságokban szerepelt. Az 1926–27-es idényben elveszítette a bajnoki döntőt a Temesvári Kinizsi SE ellen, majd az 1927–28-as szezonban bajnoki címet szerzett az akkoriban az élvonalnak megfelelő Divizia A bajnokságban. A döntőben 3–2-re győzték le a CS Minerul Lupeni csapatát. A bajnokcsapat leggyakrabban a Lobel – Columban, Balint, Șt. Torok, Csajka, Ad. Hrehuss, Kemeny, Gylebrowsky, Gruber, Hecht, Peterffi összeállításban állt fel, míg egy évvel korábban a Kiss – Zarkoszy, Columban, Balint, Ad. Hrehuss, Adamovici, Viszvari, Hecht, Șt. Torok, R. Auer, Csanz összetételű csapat szerepelt leggyakrabban.  
A következő szezonban a későbbi bajnok Venus București ellen estek ki a negyeddöntőben. 1931-ben a klub fuzionált a Brașovia Brașov és az FC Brașov csapataival. 

### Újraalapítás
2015 nyarán újraalapították, és a megszűnt Colțea 1920 Brașov jogán elindult a román negyedosztályban. 2016-ban együttműködési megállapodást kötöttek a spanyol Celta Vigóval.

## Sikerek
Román bajnokság:
- Bajnok (1): 1927–28
- Döntős (1): 1926–27

## További információ
- Romaniansoccer.ro

## Fordítás
Ez a szócikk részben vagy egészben  a   Colțea Brașov című angol Wikipédia-szócikk ezen változatának fordításán alapul.  Az eredeti cikk szerkesztőit annak laptörténete sorolja fel. Ez a jelzés csupán a megfogalmazás eredetét és a szerzői jogokat jelzi, nem szolgál a cikkben szereplő információk forrásmegjelöléseként.